# De 36 krijgslisten
De 36 Krijgslisten (Engels: Thirty-Six Strategems, Traditioneel Chinees: 三十六計 Vereenvoudigd Chinees: 三十六计 Pinyin:Sānshíliù Jì) is een verzameling van 36 gezegden over onverwachte acties, trucs, misleidingen of listen die in oorlog, politiek of de zakenwereld kunnen worden toegepast.

## Geschiedenis
De herkomst van de gezegden is onbekend. De listen worden voor het eerst genoemd in een boek uit de Zuidelijke Chi dynastie (489-537). Sommige listen zelf zijn gebaseerd op eerdere gebeurtenissen, zoals "Beleger Wei om Zhao te redden" (toegepast door Sun Bin in 352 v. Chr.) en "Repareer openlijk de bergpas, en sluip via Chencang" (mogelijk gebruikt door Gazou, de stichter van de Han-dynastie in 223 v. Chr).
De huidige versie is gebaseerd op een handgeschreven werk dat in 1941 in Szechuan door een lokale uitgeverij werd gepubliceerd.

## De 36 listen
De 36 listen zijn gegroepeerd in zes hoofdstukken van ieder zes listen:
- Listen in een gewonnen situatie;
- Listen om met een vijand om te gaan;
- Aanvalslisten
- Listen voor chaotische situaties;
- Listen voor terreinwinst;
- Listen in een verloren situatie.

De eerste drie hoofdstukken behandelen listen in voordelige situaties (men is aan de winnende hand of heeft een voordeel behaald in de strijd); de laatste drie hoofdstukken juist listen in nadelige situaties.

### Listen in een gewonnen situatie
1. Misleid de keizer om de zee over te steken. (Vereenvoudigd Chinees: 瞒天过海 Pinyin:Mán tiān guò hǎi).

Deze list is op meerdere wijzen uit te leggen:
- Verberg je motieven tot je ware doel bereikt is;
- Misleid door zo gewoon mogelijk te doen: geheimzinnig gedrag leidt tot wantrouwen.

De list is gebaseerd op een verhaal over keizer Tang Taizong. Vanwege angst voor zeeziekte wilde hij niet de zee oversteken tijdens de oorlog met Koguryo. Generaal Xue Rengui nodigde hem uit voor een feest waarbij hij via een donkere tunnel in een hal uitkwamen. Na enige dagen merkte de keizer pas dat hij op een schip gelokt was. De generaal vertelde de keizer toen dat het schip de zee al was overgestoken. De keizer zette de campagne door en voltooide deze met succes.
2. Beleger Wei om Zhao te redden (Vereenvoudigd Chinees: 圍魏救趙／围魏救赵, Pinyin: Wéi Wèi jiù Zhào).

Dit gezegde betekent dat als een tegenstander te sterk is om direct aan te vallen, deze op een zwak punt kan worden verslagen.
Het gezegde is afkomstig uit de periode van de Strijdende Staten. Wei viel Zhao aan en belegerde diens hoofdstad Handan. Zhao vroeg Qi om hulp, maar generaal Sun Bin oordeelde dat het onverstandig was om het Wei-leger rechtstreeks aan te vallen. In plaats daarvan trok hij Wei binnen en viel de hoofdstad Dailiang aan. Het leger van Wei keerde haastig terug en werd verslagen in de slag bij Guiling.
3. Dood met een geleend mes. (Vereenvoudigd Chinees: 借刀殺人／借刀杀人, Pinyin: Jiè dāo shā rén)

Als je kracht onvoldoende is om zelf aan te vallen, gebruik dan de kracht van een ander. Lok de aanval op de tegenstander uit, koop een ambtenaar om of gebruik de kracht van de tegenstander tegen hemzelf.
Een voorbeeld hiervan is dateert uit de periode van de Strijdende Staten. Chang Tuo liep over van West-Zhuo naar Oost-Zhuo en zou vele geheimen verraden. Een minister van West-Zhuo stuurde daarop een agent met veel goud en een brief voor Chang Tuo, waarin Chang werd herinnerd aan zijn "missie voor West-Zhuo", naar de grens met Oost-Zhuo. Toen de agent werd ontdekt werd Chang gearresteerd en kort daarop geëxecuteerd.
4. Wacht uitgerust op de vermoeide vijand. (Vereenvoudigd Chinees: 以逸待勞／以逸待劳, Pinyin: Yǐ yì dài láo)

Deze tactiek raadt aan plaats en tijd van het gevecht vooraf te bepalen. Bereid je goed voor en zorg dat de vijand zich naar de plaats moet haasten. Je vecht dan uitgerust tegen een vermoeide vijand.
Deze tactiek wordt ook benoemd in hoofdstuk zes van De kunst van het oorlogvoeren.
5. Roof uit een brandend huis (Vereenvoudigd Chinees 趁火打劫, Pinyin: Chèn huǒ dǎ jié).

Maak gebruik van ziekte, opstand of een ander moment van grote zwakte om aan te vallen.
6. Maak lawaai in het oosten, sla toe in het westen (Vereenvoudigd Chinees: 聲東擊西／声东击西, Pinyin: Shēng dōng jí xī).

Laat het lijken alsof je op de ene plaats aanvalt, zodat de tegenstander daarheen gaat. Val vervolgens op een andere (zwakke) plaats aan.

### Listen om met de vijand om te gaan
7. Maak iets uit niets (無中生有／无中生有, Wú zhōng shēng yǒu).

Zorg voor de illusie van aanwezigheid waar niets is, of juist de illusie van afwezigheid.
8. Repareer openlijk de bergpas, en sluip via Chencang (明修棧道,暗渡陳倉／明修栈道,暗渡陈仓, Míng xiū zhàn dào, àn dù chén cāng).

Deze list dateert uit de derde eeuw voor Christus. Liu Bang was naar Sichuan getrokken voor de voorbereidingen van de strijd met Xiang Yu. Nadat deze waren voltooid stuurde Liu werkers naar een eerder vernielde bergpas om deze te repareren en tegelijkertijd zijn hoofdmacht via het dorpje Chencang naar Guanzhong. Toen Xiang hoorde van de reparaties aan de bergpas ging hij ervan uit dat de aanval nog jaren op zich zou laten wachten, waarna Liu Bang Guanzhong bij verrassing kon innemen.
9. Bekijk het vuur van de andere oever.(隔岸觀火／隔岸观火, Gé àn guān huǒ)

Wacht met je in de strijd mengen tot de andere strijdende partijen zichzelf hebben uitgeput.
10. Verberg een dolk achter een glimlach.(笑裏藏刀／笑里藏刀, Xiào lǐ cáng dāo)

Zorg voor een goede band met de vijand en sla vervolgens in het geheim toe.
11. Offer de pruimenboom op voor de perzikboom(李代桃僵, Lǐ dài táo jiāng).

Neem een zondebok en offer deze op zodat de overigen gespaard blijven. Een voorbeeld van deze list is afkomstig van generaal Cao Cao die, toen zijn troepen morden over het gebrek aan eten, zijn onschuldige foerageur liet executeren wegens "het achterhouden van rantsoenen".
12. Benut de mogelijkheid om het schaap te stelen (順手牽羊／顺手牵羊, Shùn shǒu qiān yáng).

Wees flexibel genoeg om tijdens het gevecht gebruik te maken van onverwachte voordelen.
Deze tactiek wordt ook genoemd in hoofdstuk 1 van "de kunst van het oorlogvoeren".

### Aanvalslisten
13. Sla op het gras om de slang op te schrikken (打草驚蛇／打草惊蛇, Dá cǎo jīng shé). 

Als (de tactiek van) de vijand ondoorgrondelijk is, doe dan iets onverwachts of zorg voor veel tumult ("lawaai") en lok een reactie uit. Deze zal meer prijsgeven over zijn tactiek.
14. Leen een lijk om de geest op te wekken (借屍還魂／借尸还魂, Jiè shī huán hún). 

Blaas een oud instituut, oude strijdwijze of methode nieuw leven in.
15. Lok de tijger uit zijn berghol (調虎離山／调虎离山, Diào hǔ lí shān). 

Als een tegenstander een goed verdedigbare positie heeft, val hem dan niet aan maar geef hem een reden (lokaas) om zijn positie te verlaten.
16. Laat iets gaan om het te vangen (欲擒故縱／欲擒故纵, Yù qín gū zòng).

Sluit een verslagen vijand niet volledig in, maar bied hem een schijnbare uitweg om zich terug te trekken. Deze tactiek wordt ook genoemd aan het einde van hoofdstuk 7 van "de kunst van het oorlogvoeren".
17. Gooi een steen om jade te vangen (拋磚引玉／抛砖引玉, Pāo zhuān yǐn yù). 

Deze list is vergelijkbaar met het Nederlandse spreekwoord "Een spiering uitgooien om een kabeljauw te vangen."
18. Versla de vijand door diens leider gevangen te nemen (擒賊擒王／擒贼擒王, Qín zéi qín wáng).

Als de tegenstander een huurlingenleger heeft, val dan de leider aan. Zijn dood zal vaak leiden tot het uiteenvallen van het leger.

### Listen voor chaotische situaties
19. Haal het brandhout onder de pot vandaan (釜底抽薪, Fǔ dǐ chōu xīn).

Versla de vijand door de bron van zijn kracht te verwijderen.
20. Woel het water om om de vis te vangen (混水摸魚／混水摸鱼, Hún shuǐ mō yú).

Zorg voor chaos en verwarring voor de strijd aan te gaan en ondermijn op die manier zijn beoordelingsvermogen.
21. Werp je huid af zoals de gouden Cicade (金蟬脱殼／金蝉脱壳, Jīn chán tuō qiào).

Maak gebruik van illusies en schijnbewegingen om een betere positie te krijgen of de aftocht te dekken.
22. Sluit de deur om de dief te vangen (關門捉賊／关门捉贼, Guān mén zhuō zéi).

Snijd alle ontsnappingsmogelijkheden af voordat je de tegenstander aanvalt (vergelijk ook list 16).
23. Word vrienden met een verre vijand om een nabije te verslaan (遠交近攻／远交近攻, Yuǎn jiāo jìn gōng).

Sluit allianties met verder weg gelegen staten om de positie te verbeteren en zo meer kans te maken een nabije vijand te verslaan.
24. Leen de weg om Guo te veroveren (假道伐虢, Jiǎ dào fá Guó). 

Maak gebruik van de troepen van een derde om je doel te bereiken, en gebruik deze troepen daarna tegen degene van wie je ze leende.

### Listen voor terreinwinst
25. Vervang de balken door rot hout (偷梁換柱／偷梁换柱, Tōu liáng huàn zhù).

Hinder een tegenstander door diens organisatie, formaties en structuur te verzwakken en op hem op die manier te ondermijnen.

26. Wijs naar de moerbeiboom terwijl je de acacia vervloekt (指桑罵槐／指桑骂槐, Zhǐ sāng mà huái).

Ondermijn, beschuldig of berisp iemand die door status of positie onkwetsbaar is door het gebruik van analogieën en indirecte toespelingen.

27. Doe alsof je gek bent maar bewaar je kalmte(假痴不癲／假痴不癫, Jiǎ chī bù diān).

Verberg je achter het masker van een gek of dronkaard en zaai op die manier verwarring over je bedoelingen. Zorg dat je tegenstander je onderschat en zich veilig waant en sla dan toe.

28. Lok de vijand op het dak en haal dan de ladder weg (上屋抽梯, Shàng wū chōu tī).

Gebruik misleiding en lokaas om de vijand zich op gevaarlijk terrein te doen begeven. Vernietig dan communicatielijnen en sluit ontsnappingsroutes af.

29. Bevestig zijden bloesems aan een dode boom (樹上開花／树上开花, Shù shàng kāi huā).

Letterlijk doet het aanbrengen van zijden bloemen aan een dode boom deze levend lijken. Figuurlijk betekent het iets zonder waarde waardevol laten lijken of iets dat ongevaarlijk is, gevaarlijk. De Neptank is een voorbeeld van deze list.

30. Wissel de rol van gast en gastheer om (反客為主／反客为主, Fǎn kè wéi zhǔ).

Ook: draai de rol van jager en prooi om. Neem het initiatief in een veldslag.

### Listen in een verloren situatie
31. De list van de mooie vrouwen (美人計／美人计, Měi rén jì).

Maak gebruik van de charmes van mooie vrouwen om tweedracht in het kamp van de vijand te zaaien.
32. De list van de open poorten (空城計／空城计, Kōng chéng jì).

Als de vijand met meer is en sterker is, laat dan iedere schijn van verdediging varen. De vijand wordt mogelijk in de war gebracht door het ontbreken van zichtbare eenheden en denkt aan een val.
33. Zaai tweedracht in het kamp van de vijand (反間計／反间计, Fǎn jiàn jì).

Ondermijn de gevechtskracht van de vijand door onrust te stoken en de relaties tussen de vijand en zijn vrienden te verstoren.
34. De list van de zelfverwonding (苦肉計／苦肉计, Kǔ ròu jì).

Jezelf verwonden kan op twee manieren gunstig zijn: (1) de vijand zal worden verleid minder waakzaam te worden omdat hij je niet meer als bedreiging ziet; (2) Je kunt het doen schijnen alsof de verwonding door een wederzijdse vijand werd aangebracht.
35. Een keten van listen (連環計／连环计, Lián huán jì).

Gebruik in heel belangrijke situaties een scala aan listen, zowel tegelijkertijd als na elkaar in een keten van listen.
36. Trek je terug (走為上／走为上, Zǒu wéi shàng).

Als een nederlaag onvermijdelijk is, trek je dan terug. Als je aan de verliezende hand bent zijn er drie opties: overgave, onderhandelen en ontsnappen. Overgave is een volledige nederlaag, onderhandelen is een halve nederlaag, maar ontsnappen is geen nederlaag.